# Polycera marplatensis
Polycera marplatensis es un nudibranquio, un molusco gasterópodo marino sin concha de la familia Polyceridae, conocidos comúnmente como babosas de mar.

## Distribución
Esta especie fue descrita en la costa de la ciudad de Mar del Plata, Provincia de Buenos Aires (Argentina). Tiene una distribución en el océano Atlántico austral, y su rango se extiende desde San Pablo (Brasil) hasta la Patagonia, donde se los encuentra hasta unos 3 m de profundidad.

## Descripción
Especímenes recolectados en Mar del Plata medían entre 23 y 32 mm de largo, mientras que otros recolectados en la Patagonia tenían tamaños mayores (entre 34 y 50 mm). La forma del cuerpo es limaciforme y elongado, con coloración blanca traslúcida. El sistema digestivo es visible a través del tejido del manto. Tiene una apariencia blanda y suave. Esta especie se caracteriza por tener dos líneas amarillas y anaranjadas distribuidas al azar, que la hacen muy llamativa.

## Ecología
Polycera marplatensis es un taxón común en la zona intermareal de costas marinas, adonde se alimenta del briozoo Bugula sp.